# Correus
Correus was een stamhoofd van de Bellovaci, een Gallisch volk dat dicht bij de moderne stad Beauvais leefde.

## Gallische Oorlog
In 51 v.Chr. nam Correus de leiding over een nieuwe coalitie van Belgae (Ambiani, Atrebates, Caleti, Veliocasses) en Aulerci. Ondertussen ging zijn stam, de Bellovaci naar het gebied van de Suessiones en stelden zich op op een plaats die versterkt was door moerassen en bossen. Daarop begon Julius Caesar hen te belegeren. De Bellovaci, die goed wisten wat er gebeurd was bij Alesia, deden een uitval in de nacht en trokken zich terug in een oppidum. Caesar achtervolgde hen. Er volgde een gevecht waarin de Bellovaci werden verslagen en Correus gedood werd. Dit maakte een einde aan de vijandigheden tussen zijn stam en de Romeinen.
Het enige wat bekend is over Correus komt uit de Commentarii de Bello Gallico, geschreven door Julius Caesar, zijn tegenstander tijdens de Gallische Oorlog.
Er is een weg in de stad Beauvais naar hem genoemd: de Rue Correus, dicht bij het station.